# Daniel Blok
Daniel Blok ou Daniel von Bloc, né en 1580 et mort en 1660, est un peintre baroque allemand.

## Biographie
Selon Arnold Houbraken, il est le fils de Marten Blok d'Utrecht. Il a été envoyé pour étudier l'art de la peinture de portraits à partir de Jakob Scherer à Gdansk. Il a attiré l'attention de Gustave Adolphe de Suède, pour qui il peint des portraits.
Houbraken continue à dire qu'il a réalisé l'arbre généalogique et héraldique de la famille pour les ducs de Mecklembourg-Schwerin, et après avoir été peintre est devenu courtisan, mais il a tout perdu dans un incendie, en 1651, lors de la Guerre de Trente Ans. Il a survécu et s'est enfui à Rostock, où il a vécu jusqu'à l'âge de 80 ans.
Son fils Benjamin Block est également devenu un peintre de la cour. Selon le RKD, Daniel Block a travaillé à Schwerin, mais il dû être également actif à Lübeck, puisque c'est là que son fils est né en 1631.